# Asychis disparidentata
Asychis disparidentata är en ringmaskart som först beskrevs av Moore 1904.  Asychis disparidentata ingår i släktet Asychis och familjen Maldanidae. Inga underarter finns listade i Catalogue of Life.